# Варава Гліб Сергійович
Гліб Сергі́йович Вара́ва (19 квітня 2002) — український хокеїст, захисник хокейного клубу «Шторм» (Одеса), кандидат у майстри спорту.

## Життєпис
Народився у місті Кременчук Полтавської області.
Студент факультету фізичної культури, спорту і здоров'я Університету Григорія Сковороди в Переяславі.
У 2025 році на зимовій Універсіаді в Турині (Італія) у складі студентської збірної України з хокею здобув бронзову медаль.